# Маккар, Пьер Жюстен Мари
Пьер Жюстен Мари Маккар (фр. Pierre Justin Marie Macquart; 8 апреля 1778, Азбрук — 25 сентября 1855, Лилль) — французский энтомолог, специалист по двукрылым. В своих публикациях Маккар подписывался J. Macquart, опуская своё первое имя Pierre.

## Биография
Пьер Жюстен Мари Маккар происходил из старинного дворянского рода северной Франции, ведущего свою родословную с XII века. Он был младшим из трёх братьев. Старший брат Филипп-Анри-Иосиф был орнитологом, после смерти его коллекция передана в Музей естественной истории Лилля, основателем которого был Пьер. Другой брат Николя-Луи-Иосиф интересовался ботаникой и имел ботанический сад, в котором было более 3000 видов растений. Пьер Маккар никогда не посещал университет и не получал какой-либо официальной академической степени, однако его труды были высоко оценены практически всеми своими коллегами. В 1796 году вступил в Рейнскую армию и служил штабе генерала Арманда Самуэля в качестве секретаря и чертёжника.
В 1798 году военной кампании, возвращаясь в Лилль через Германию и Швейцарию, он привёз домой немецкие книги, гербарий, насекомых и птиц. В 1807 году на страницах издания общества любителей естествознания Лилля опубликовал свою первую статью о различных мнениях относительно исследований некоторых итальянских энтомологов по прямокрылым. В октябре 1810 году женился на Мари-Луиз-Жюли Аронио де Фонтенель и поселился в замке в Шестрем, который принадлежал отцу его жены. У них было шесть дочерей и один сын.
В 1819 году публикует работу по исследованию биологии листоблошек рода Psylla на лиственнице. В 1832 года избран членом Энтомологического общества Франции. В 1839 году посетил Иогана Майгена в Штольберге, где познакомился с его коллекцией и рисунками двукрылых. Так как Майген был в стеснённых обстоятельствах, Маккар купил эти коллекции для Музея естественной истории в Париже. С 1838 по 1855 годы выходит серия работ «Insectes diptères exotiques nouveaux ou peu connus», в которых Маккар описал около 1800 новых для науки видов видов. В 1850 году написал книгу о «Facultés intérieures des Animaux Invertébrés», в которых он опубликовал автобиографию объёмом в 82 страницы.
Помимо работ по систематике двукрылых Маккар известен как автор трёхтомного издания о насекомых, поражающих деревья и кустарники в Европе, вышедшего в 1856—1856 годах. Последний том издан посмертно. Типы двукрылых Маккара частично находятся в Национальном музее естествознания Парижа, в Оксфордском университете и Британском музее естественной истории, некоторые остались в Музее естественной истории Лилля.

## Таксоны, описанные Маккаром
В трудах Маккара описано около 4000 таксонов двукрылых разного ранга. В том числе 7 семейств Lonchopteridae Macquart, 1835, Psilidae Macquart, 1835, Ulidiidae Macquart, 1835, Piophilidae Macquart, 1835, Lauxaniidae Macquart, 1835, Sphaeroceridae Macquart, 1835, Sarcophagidae Macquart, 1834

## Таксоны, названные в честь Маккара
В честь Маккара названо более 80 видов двукрылых и род мух-тахин Macquartia Robineau-Desvoidy, 1830

## Основные труды
Полный перечень публикаций Маккара включает 142 публикации
- Macquart J. Observations sur les sauterelles, traduites de l’italien du comte Zizanni de Ravenne, suivies d’une dissertation sur le mâme sujet, publiée à Venise en 1737 (фр.) // Séances Publiques de la Société d’Amateurs des Sciences et des Arts de la Ville de Lille : Журнал. — 1807. — No 2. — P. 15—16.
- Macquart J. Mémoire sur les plantations dans le département du Nord (фр.) // Séances Publiques de la Société d’Amateurs des Sciences et des Arts de la Ville de Lille : Журнал. — 1811. — No 4. — P. 116—131.
- Macquart J. Notice sur les insectes Hemiptères du genre Psylle (фр.) // Seanc Soc Sci Agr Arts Lille : Журнал. — 1819. — No 5. — P. 81—86.
- Macquart J. Histoire naturelle des insectes. Diptéres. Tome premier. — Paris: N. E. Roret, 1834. — 578 p.
- Macquart J. Histoire naturelle des insectes. Diptéres. Tome  deuxième. — Paris: N. E. Roret, 1835. — 703 p.
- Macquart J. Diptéres exotiques nouveaux ou peu connus. Tome premier. 1re partie (фр.) // Mémoires de la Société Royale des Sciences, de l’Agriculture et des Arts, de Lille : Журнал. — 1838. — No 2. — P. 9—225.
- Macquart J. Diptéres exotiques nouveaux ou peu connus. Tome premier. 1re partie (фр.) // Mémoires de la Société Royale des Sciences, de l’Agriculture et des Arts, de Lille : Журнал. — 1838. — No 2. — P. 9—225.
- Macquart J. Facultés intérieures des animaux invertébrés. — Lille: L. Danel, 1850. — 370 p.
- Macquart J. Les plantes herbacées d’Europe et leurs insectes, pour faire suite aux arbres et arbrisseaux d’Europe et leurs insectes. Tome troisième. — Lille: L. Danel, 1856. — 159 p.